# 布拉格国际电影节
布拉格国际电影节（Prague International Film Festival - Febiofest）也稱為Febiofest，是在捷克舉行的一個电影节。此電影節展出了許多不同類型的當代高品質電影以及電影回應，其中包括另類電影、電影學校成員電影以及業餘者的作品。

## 歷史
此電影節是在1993年12月由電影電視公司Febiofest在布拉格成立。主要的創辦者是Fero Fenič和Pavel Melounek。一開始是在布拉格的二個小電影院進行，漸漸的成長，後來在是二個國家中12個城市的43個電影院進行。2005年時展出了65個國家的336部電影。此電影節主要是在布拉格進行，但在布拉格的電影節結束後，有些影片會在其他的城市上映。

## 獎項
布拉格国际电影节大奬（Grand Prix of the festival）是給「新歐洲」區域的新電影從業者。此獎項從2008年開始，評審團有33人組成，申請進入評審團的條件是年齡15到100歲，不分教育程度、社會背景、專業以及興趣，再加上名譽主席，例如D.O.P. Miroslav Ondricek、建築師Jan Kaplicky、藝術家David Cerny、指揮Libor Pesek和前第一夫人Dagmar Havlova。
得獎影片如下：
| 年份   | 電影名稱                   | 導演                        | 國家                                   |
| ------ | -------------------------- | --------------------------- | -------------------------------------- |
| 2008年 | Magnus                     | Kadri Kõusaar               | 愛沙尼亞、英國                         |
| 2009年 | Snow                       | Aida Begić                  | 波士尼亞與赫塞哥維納、德國、法國、伊朗 |
| 2010年 | The Children of Diyarbakir | Miraz Bezar                 | 土耳其                                 |
| 2011年 | The Christening            | Marcin Wrona                | 波蘭                                   |
| 2012年 | The Good Son               | Zaida Bergoth               | 芬蘭                                   |
| 2013年 | Broken                     | Rufus Norris                | 英國                                   |
| 2014年 | Home                       | Maximilian Hult             | 瑞典、愛爾蘭                           |
| 2015年 | Life in a Fishbowl         | Baldvin Zophoníasson        | 冰島                                   |
| 2016年 | Sparrows                   | Rúnar Rúnarsson             | 冰島、丹麥、克羅埃西亞                 |
| 2017年 | Heartstone                 | Guðmundur Arnar Guðmundsson | 冰島                                   |
| 2018年 | 監護權爭戰                 | 泽维尔·勒格朗               | 法國                                   |

克里斯蒂安世界電影貢獻獎（Kristián Award for Contribution to the World Cinema）曾經給過羅曼·波蘭斯基, 赫爾穆特・貝格爾、理查德·莱斯特、克勞蒂亞·卡蒂納、夏尔·阿兹纳武尔、卡洛斯·索拉、達尼爾·奧勒布里斯基、奧達·伊奧塞里安尼、溫·韋德斯和麥克·李.
1995年至2011年的年度獎項有克里斯蒂安（捷克評論獎），此獎項是針對捷克的劇情片、動畫片以及記片。獎項是由雕塑家Olbram Zoubek所提供。

## 參與城市
- 捷克
  - 布拉格
  - 俄斯特拉发
  - 布爾諾
  - 利贝雷茨
  - 帕尔杜比采
- 斯洛伐克
  - 布拉迪斯拉发
  - 科希策
  - 尼特拉
  - 日利納
  - 普雷绍夫
  - 马丁
  - 班斯卡-比斯特里察

## 外部連結
- Official site （页面存档备份，存于）
- Febiofest in New Style （页面存档备份，存于）
- Febiofest 2005 （页面存档备份，存于）